# 비룡중학교
비룡중학교(飛龍中學校)는 대한민국 경기도 안성시 당왕동에 있는 공립 중학교이다.

## 학교 연혁
- 2006년 3월 1일 : 설립인가 10학급, 초대 윤승근 교장 취임
- 2006년 3월 2일 : 제1회 입학식(339명)
- 2007년 3월 1일 : 좋은학교 가꾸기 시범학교 운영
- 2009년 2월 13일 : 제1회 졸업식(358명)
- 2009년 12월 1일 : 교과부지정 "교원능력개발평가 선도학교" 운영
- 2010년 10월 10일 : 2011경기도교육청 혁신학교 지정
- 2015년 3월 1일 : 혁신학교 재지정교, 자율학교
- 2021년 9월 1일 : 제7대 정비호 교장 취임
- 2024년 1월 5일 : 제16회 졸업식(205명)
- 2024년 3월 4일 : 제19회 입학식(216명)

## 참고 자료
- 비룡중학교 - 한국교육학술정보원 학교알리미